# Shalimar-Gärten (Jammu und Kashmir)

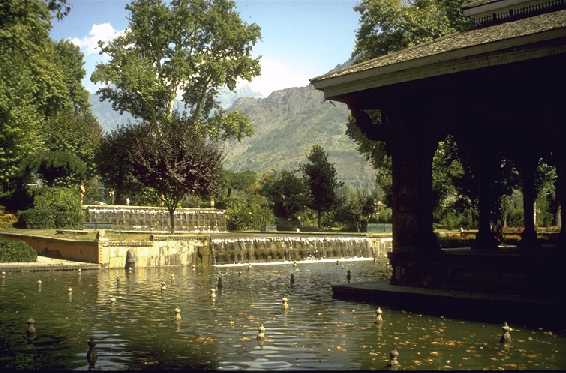
Die Shalimar-Gärten im Sommer

Die Shalimar-Gärten, auch Shalimar Bagh genannt (Hindi: शालीमार बाग़, Urdu: شالیمار باغ) im indischen Unionsterritorium Jammu und Kashmir, Teil des ehemaligen Fürstenstaats Kaschmir, sind ein Beispiel der Gartenkunst des indischen Mogulreiches. Das Wort „Shalimar“ kommt aus dem Persischen und bedeutet so viel wie Die reinste aller menschlichen Freuden.
Erbauen ließ sie der Großmogul Jahangir (1569–1627) ab 1616 an dem von ihm initiierten Sommersitz bei Vernag, rund 15 Kilometer südlich außerhalb der Stadt Srinagar, für seine Frau Mehrunissa, genannt Nur Jahan (1577–1645).
Die rechteckig konzipierte, in Nordost-Südwest-Richtung ausgerichtete Anlage ist gut 12 Hektar (540 auf 183 Meter) groß. Sie besteht aus vier (ursprünglich drei) Terrassen, mit einer zentralen Achse in Form eines Wasserkanals, Shah Nahar genannt. Er wird aus Quellen gespeist, die oberhalb der Shalimar-Gärten in den Hügeln am Fuß des Berges Bahmak entspringen. Der Kanal, gegraben unter Leitung von Ali Mardan Khan, verbindet den Fluss Ravi mit Srinagar. Er durchfließt Bassins auf jeder Terrasse, bildet so die verbindende Klammer und betonte die auf jeder Terrasse zentral in der Achse gelegenen Pavillons, von denen heute nur einer erhalten ist. Die Gärten weisen außerdem in regelmäßigen Reihen angeordnete Springbrunnen, Sichtachsen aus Platanen und reichen Blumenschmuck auf. Nach Durchfließen des Gartens ergießt sich der Wasserlauf in den Dal-See.
Der Zugang zu dem Garten war ursprünglich nur auf dem Wasserweg von der untersten Terrasse aus möglich. Eine hierarchische Abfolge von Räumen bestimmt die Funktion jeder Terrasse:
- Der Garten auf der untersten Terrasse war für die Allgemeinheit bestimmt. Diese unterste Terrasse, ursprünglich Farah Baksh (der Erfreuliche) genannt, ist der ursprüngliche Garten, der in den folgenden Jahren nach oben erweitert wurde. Höhepunkt seiner Zentralachse ist der Diwan-i-Am, die öffentliche Empfangshalle, wo der Mogul Gericht hielt. Ihre Mitte bildet ein Thron aus schwarzem Marmor, umgeben von Wasserkaskaden.
- Nur gehobene Angehörige des Hofes und besondere Gäste des Moguls wurden zur nächsthöheren Terrasse mit dem Privatgarten des Herrschers vorgelassen. Seinen Mittelpunkt bildet der Diwan-i-Khas, die Privataudienzhalle. Sie war ebenfalls von Wasserspielen umgeben, ist jedoch nur als Fundament erhalten.
- Zwei kleine Pavillons hinter der Halle bewachen den Zugang zum obersten dritten Gartenteil, Zenana genannt. Diese privateste Gartenterrasse, von unten nicht einsehbar, war für den königlichen Harem, die Frauen des Hofes reserviert. Sein Hauptobjekt ist ein baradari, ein Pavillon aus schwarzem Marmor mit zwölf Türen in einem großen Wasserbassin mit zahlreichen Wasserfontänen. Hinter diesem Pavillon fällt eine doppelte Wasserkaskade eine niedere Mauer herab, in die kleine Nischen eingelassen sind.

Nach Fertigstellung der Gärten soll der Bauherr das persische Sprichwort „Wenn es ein Paradies auf Erden gibt, dann ist es hier, hier, hier!“ zitiert haben. Eine weitere Gartenterrasse, Faiz Baksh genannt, ließ elf Jahre später, 1634, der Großmogul Shah Jahan (1628–1658) durch den damaligen Gouverneur von Kaschmir, Zaffer Khan, nordöstlich davon anlegen.
Die Shalimar-Gärten wurden zum Vorbild mehrerer anderer Gartenanlagen gleichen Namens, insbesondere der um 1640 entstandenen Shalimar-Gärten in Lahore, Pakistan.